# Патентування (металургія)
Патентува́ння (від англ. patenting) у металургії — термічна обробка (один із способів ізотермічного гартування) сталі, що супроводиться ізотермічним (при постійній температурі) розпадом переохолодженого аустеніту з утворенням тонкопластинчастого сорбіту.

## Характеристика процесу
Найчастіше патентування полягає у нагріванні сталі до температури (870…950°С) утворення аустеніту, після чого, щоб утворився сорбіт, її швидко охолоджують у розплавлених солях (KNO3, NaNO3 тощо) або свинці (температура 450…550°С), витримують при цій температурі і знову охолоджують — водою чи на повітрі. Патентування дозволяє отримати структуру сорбіту, яка відрізняється від перліту вищою дисперсністю, що збільшує твердість, міцність й пластичність виробів та дозволяє проводити подальше волочіння із значним обтисненням без обривів.
Є й інші схожі варіанти такої термічної обробки: ступінчасте гартування, гартування в киплячому шарі тощо.

## Використання
Патентування забезпечує високі механічні властивості виробів (зазвичай дроту для виготовлення сталевих канатів, металокорду, пружин, струн тощо), що їх виготовляють холодним деформуванням з патентованих заготовок. Патентуванням також проводять підготовлення заготовок до холодного деформування.
Поєднання патентування сталі з наступним наклепом (при подальших пропусканнях через фільєри) забезпечує отримання дроту з дуже високою міцністю (σв=3000…4500 МПа) й пружністю при достатньому запасі пластичності. Патентування сталі слід проводити з урахуванням неперервності процесу волочіння, тому дріт після виходу з фільєр пропускається через трубки, укладені в піч, що розігріта до температури гартування сталі; після нагрівання дріт протягують через свинцеву ванну, з подальшим охолодженням і намотуванням на барабани. Потім дріт знову протягують через наступні фільєри. Довжину печі, ванни, відстань від ванни до намотувального барабана й швидкість руху дроту розраховують так, щоб дріт встигав прогріватись до потрібних температур, завершились перетворення, які відбуваються при ізотермічному гартуванні і дріт встиг охолодитись на повітрі.